# Länsväg 184
Länsväg 184 går sträckan Falköping - Skara.
Vägen ansluter till
- Riksväg 46
- E20
- Riksväg 49

## Beskrivning av sträckan
Vägen utgår från östra delarna av Falköping från riksväg 46 och passerar i utkanten av staden åt norr. Vägen passerar sedan utkanten av Gudhem och fortsätter mot Skara. Vid kommungränsen mellan Skara och Falköping finns en rastplats som varje vår blir ett stort turistmål då tranorna kommer till platsen. Hastigheten sänks då tillfälligt till 70km/h förbi platsen. I Skara finns en planskild korsning med E20 och vägen passerar sedan väster om Skara och ansluter till riksväg 49 mot Lidköping.

## Standard
Vägen är skyltad 80 km/h och är vanlig landsväg (9 meter bred) hela vägen förutom en kort sträcka i Skara vid anslutning till Riksväg 49 där vägen är bred landsväg. Vägen är förhållandevis rak. Kurvigaste partiet är sträckan förbi Härlunda strax söder om Skara.

## Historik
Vägen var tidigare en del av riksväg 47 som då gick Jönköping-Lidköping men när den lades om till Trollhättan fick sträckan Falköping-Lidköping då heta länsväg 184. År 2019 blev sträckan Skara-Lidköping istället en del av riksväg 49 och länsväg 184 förkortades till Skara.